# Арга-Кюель (озеро, Абыйский улус)
Арга-Кюель (также Аргаа-Кюёль) — пресноводное озеро на северо-востоке Якутии, в Абыйском улусе. Расположено на Абыйской низменности, на водоразделе Уяндины и реки Дружина, в 1 км к югу от озера Отто-Оттох и в 10 км к юго-западу от озера Арга-Талахтах. 
Находится на высоте 36 м над уровнем моря. Площадь озера составляет 27,2 км², площадь водосбора — 111 км². Длина озера около 6,7 км, максимальная ширина в центральной части — 6,3 км.
Имеет округлую форму с несколькими крупными заливами на севере и северо-востоке, один из который носит отдельное имя — озеро Кута. Береговая линия значительно изрезана. Острова отсутствуют. Берега низкие, поросшие луговой и тундровой растительностью, участками подступает тайга. Холм высотой 68 м возвышается на севере. Арга-Кюель имеет сток через реку без названия, которая вытекает на востоке через озеро Кута, проходит еще через несколько озёр и впадает в реку Дружина, приток Индигирки. Также соединено протоками на западе ещё с несколькими озёрами меньшего размера.
Ближайший населённый пункт, посёлок Дёску, находится в 4 км к северу.